# Rosières (Tarn)
Rosières – miejscowość i gmina we Francji, w regionie Oksytania, w departamencie Tarn.
Według danych na rok 1990 gminę zamieszkiwały 692 osoby, a gęstość zaludnienia wynosiła 66 osób/km² (wśród 3020 gmin regionu Midi-Pireneje Rosières plasuje się na 469. miejscu pod względem liczby ludności, natomiast pod względem powierzchni na miejscu 1053.).